# Tour du Trujillo
Le Tour du Trujillo (en espagnol : Vuelta a Trujillo) est une course cycliste par étapes disputée dans l'État de Trujillo, au Venezuela. Créé en 1979, elle est organisée par l'Association trujillienne de cyclisme 
La course fait partie du calendrier national de la Fédération vénézuélienne de cyclisme (en).

## Palmarès
| Année     | Vainqueur              | Deuxième              | Troisième             |
| --------- | ---------------------- | --------------------- | --------------------- |
| 1979      | Leonardo Bonilla       |                       |                       |
| 1980      | Jorge Orozco           |                       |                       |
| 1981      | Arsenio Nava (es)      |                       |                       |
| 1982      | Arsenio Nava (es)      |                       |                       |
| 1983      | Olinto Silva (es)      |                       |                       |
| 1984      | Segundo Chaparro       | Mario Medina (es)     |                       |
| 1985      | Enrique Campos (es)    |                       |                       |
| 1986      | Elio Villamizar (es)   |                       |                       |
| 1987      | Leonardo Sierra        |                       |                       |
| 1988      | Giovanni Pabón         |                       |                       |
| 1989      | Enrique Campos (es)    |                       |                       |
| 1990      | Nelson Gelvez          |                       |                       |
| 1991      | Wenceslao Lancheros    |                       |                       |
| 1992      | Marcos Antonio Carreño |                       |                       |
| 1993      | Luis Barroso (es)      |                       |                       |
| 1994      | Robinson Merchán (es)  |                       |                       |
| 1995-1997 | pas de course          | pas de course         | pas de course         |
| 1998      | Álvaro Lozano (es)     |                       |                       |
| 1999      | César Salazar          |                       |                       |
| 2000      | Noel Vásquez           |                       |                       |
| 2001      | Federico Muñoz         |                       |                       |
| 2002      | Víctor González        |                       |                       |
| 2003      | pas de course          | pas de course         | pas de course         |
| 2004      | José Rujano            |                       |                       |
| 2005      | José Serpa             | Carlos José Ochoa     | Hernán Buenahora      |
| 2006      | José Castelblanco      | Paul Torres           | Hernán Buenahora      |
| 2007      | Carlos José Ochoa      | Rolando Trujillo      | Carlos Becerra        |
| 2008      | Manuel Medina          | José Alirio Contreras | Gusneiver Gil         |
| 2009      | Yeison Delgado         | Manuel Medina         | José Alirio Contreras |
| 2010      | Jimmy Briceño          | José Alirio Contreras | Yonathan Salinas      |
| 2011      | Noel Vásquez           | Gusneiver Gil         | Yeison Delgado        |
| 2012      | pas de course          | pas de course         | pas de course         |
| 2013      | Yonathan Salinas       | Gusneiver Gil         | Juan José Ruiz        |
| 2014      | Carlos Gálviz          | José Rujano           | Yeison Delgado        |
| 2015      | Eduin Becerra          | Anderson Paredes      | Jonathan Camargo      |
| 2016      | Juan José Ruiz         | Anderson Paredes      | Roniel Campos         |
| 2017-2022 | pas de course          | pas de course         | pas de course         |
| 2023      | Fernando Briceño       | Luis Mora             | Eduin Becerra         |
| 2024      | Juan José Ruiz         | Roniel Campos         | Eduin Becerra         |